# Robert Dornhelm
Robert Dornhelm est un réalisateur autrichien d'origine roumaine, né le 17 décembre 1947 à Timișoara (Roumanie).

## Biographie
Il vit et travaille en Autriche et aux États-Unis où il réalise, depuis les années 1970, des films diffusés et en salle et à la télévision.

## Filmographie

### comme réalisateur
- 1977 : The Children of Theatre Street
- 1981 : She Dances Alone
- 1982 : Rearranged
- 1983 : Digital Dreams (téléfilm)
- 1986 : Echo Park
- 1989 : Cold Feet
- 1990 : Requiem für Dominik
- 1993 : Fatal Deception: Mrs. Lee Harvey Oswald (téléfilm)
- 1997 : Der Unfisch
- 1997 : Escape (A Further Gesture)
- 1999 : The Venice Project
- 2001 : Anne Frank (Anne Frank: The Whole Story) (téléfilm)
- 2002 : Sins of the Father (téléfilm)
- 2002 : RFK (téléfilm)
- 2003 : Rudy Giuliani: Maire de New York (Rudy: The Rudy Giuliani Story) (téléfilm)
- 2004 : Spartacus (mini-série)
- 2004 : Suburban Madness (téléfilm)
- 2004 : Ma vie volée (Identity Theft: The Michelle Brown Story) (téléfilm)
- 2005 : Into the West (feuilleton TV, réalisation de un épisode)
- 2006 : Les Dix commandements (feuilleton télévisé)
- 2006 : Prince Rodolphe : l'héritier de Sissi (Kronprinz Rudolf) (téléfilm)
- 2007 : Guerre et paix (mini-série)
- 2011 : Les Deux Visages d'Amanda (Amanda Knox: Murder on Trial in Italy)
- 2017 : Marie-Thérèse d'Autriche (mini-série).

### comme acteur
- 2001 : Elvira et le Château hanté (Elvira's Haunted Hills) : L'émissaire